# ماري تيريز والتر
ماري تيريز والتر (بالفرنسية: Marie-Thérèse Walter)‏ هي عارضة ورسامة فرنسية، ولدت في 13 يوليو 1909 في Le Perreux-sur-Marne ‏ في فرنسا، وتوفيت في 20 أكتوبر 1977 في جوان لي بان ‏ في فرنسا بسبب شنق.